# Comment je suis devenu détective privé
Comment je suis devenu détective privé est le premier roman de la série d'aventures pour la jeunesse Larry J. Bash créée par « Lieutenant X » (Vladimir Volkoff)  (ISBN 2-01-006959-5). Ce roman, publié en 1981 dans la Bibliothèque verte (n° 861), est censé avoir été traduit par  « Gil Hérel ». Il a été réédité en 1988 dans la Bibliothèque Verte sous le n° 600  (ISBN 2-01-014402-3).
Dans ce roman, Larry Bash enquête avec M. Ney sur un cambriolage commis dans l’agence du vieux détective.

## Personnages principaux
- Personnages récurrents
  - Larry Bash : 17 ans, employé par M. Ney en qualité de détective-assistant.
  - Marshall M. Ney : détective privé, employeur de Larry Bash.
  - Dennis Watts : 17 ans, meilleur ami de Larry Bash.

- Personnages liés au roman
  - Marilyn Terry : 17 ans, amie de Larry au lycée.
  - John Terry : père de Marilyn, avocat.
  - Sergio Scioppino (« Spumante ») et John Buxton (« Big Buck ») : délinquants.
  - Paul Cheroquee : employé de John Terry.
  - Colonel Brambilla : ancien membre de l'OSS.

## Résumé
Remarque : le résumé est basé sur l'édition originale cartonnée parue en 1980.

### Mise en place de l'intrigue
Chapitres 1 à 4.
On est en 1980 à Atlanta, en Géorgie. La journée du « Homecoming » aura lieu dans trois semaines, et Larry Bash, qui a demandé à Marilyn Terry, la plus fille du lycée, d'y aller ensemble, a appris qu'il ne serait son chevalier servant que s'il venait la chercher en Cadillac blanche et en smoking. Autant dire qu'il a besoin, et très rapidement, de se faire de l’argent de poche !
Sans en rien dire à personne, il se rend à l'agence de Marshall M. Ney, un vieux détective. Mais l'homme est sec et lui annonce qu'envisageant de prendre sa retraite, il n'a pas besoin de détective assistant. Larry rentre chez lui un peu malheureux ; toutefois le lendemain après le dîner, il reçoit un appel téléphonique de M. Ney : le vieux détective lui demande de venir immédiatement à son agence.
Larry apprend alors que M. Ney s'est fait cambrioler et que la totalité de ses dossiers a été éparpillée au sol. Le détective veut payer Larry pour qu'il l’aide à tout reclasser. Pendant deux après-midi, Larry l’aide donc dans le rangement des locaux de l’agence. Au fil des heures, de revêche qu'il était, le vieux détective devient de plus en plus sympathique à son égard. La cause du cambriolage étonne les deux hommes : pourquoi cambrioler Ney qui s'apprête à prendre sa retraite ?
M. Ney ayant microfilmé l'intégralité de ses archives au fil des années, les deux hommes comparent les dossiers « papier » avec les dossiers microfilmés. Finalement, ils découvrent ce qui a été volé : une photographie prise en 1944 montrant quatre agents de l'OSS parachutés dans le Périgord, en France, afin de récupérer le « Trésor des nazis » dans le cadre de l'opération « L'Or du Rhin ». Aucun des quatre agents, outre le photographe, n'est revenu vivant. Pourquoi a-t-on volé cette photo ? Larry apprend incidemment que M. Ney, jadis, faisait partie de l'OSS.

### Enquête et aventures
Chapitres 5 à 15.
M. Ney veut utiliser les médias. Il contacte le rédacteur en chef du principal journal d'Atlanta, mais l'homme refuse son aide. Deux autres rédacteurs en chef d'autres journaux influents sont ensuite contactés mais opposent le même refus. Ney comprend qu'il n'est pas le bienvenu parmi les médias. Mais Larry a une idée : pourquoi ne pas faire insérer la photo dans le journal du lycée, puisque Danny Watts, son meilleur ami, en est le rédacteur en chef ? Danny Watts accepte d'aider M. Ney et révèle à Larry les raisons de l'éviction de M. Ney par les journaux. Dix ans auparavant, Ney avait fait preuve d'une scrupuleuse honnêteté dans une affaire opposant le sénateur Wallace et son épouse, et Wallace, toujours sénateur, poursuit Ney de sa haine et de sa vengeance.
La photographie, dont Ney avait gardé le négatif, est donc publiée dans le journal du lycée, mais rien ne se passe. Un soir, Larry reçoit un appel téléphonique de Ney, qui la voix faible, lui suggère de venir à l'agence. Ney a été matraqué ; il est blessé. Après avoir appelé les secours qui emmènent Ney à l'hôpital, Larry recherche l'appareil photographique secret dont l'agence est dotée et qui photographie tous ceux qui pénètrent dans les locaux. Il le trouve, récupère les négatifs et les fait développer. Le lendemain, il va voir Ney et lui présente une photographie qui montre les visages des deux agresseurs. Ney suggère à Larry de rencontrer un des chefs de la police d'Atlanta. Larry va voir le policier, qui lui indique les noms des deux hommes : Sergio Scioppino (dit « Spumante ») et John Buxton (dit « Big Buck »). Ayant appris où ces deux hommes ont leurs habitudes (un bar miteux), Larry s'y rend. Il y voit Sergio Scioppino. Supposant que John Buxton va le rejoindre, il demande à Marilyn de le rejoindre, ce qu'elle fait rapidement.
Lorsque les deux hommes quittent le bar, Larry et Marilyn les suivent avec leurs voitures respectives. Dans un premier temps c'est Larry qui suit, puis Marilyn. À un moment, les deux hommes se sentent suivis. Il s'arrêtent et ordonnent à Larry, qui est derrière eux, de faire de même. Ils vident l'air des quatre pneus de la voiture Studebaker de Larry. Les deux hommes, hilares, continuent leur route. Mais Larry est rejoint par Marilyn et la filature reprend. Les deux jeunes gens constatent que les hommes ont arrêté leur véhicule sur le bas côté et ont pris un chemin à travers champs. Larry décide de les suivre. Il se cache dans une vieille grange dont le sol est composé de blanches pourries. Larry tombe dans la cave : la filature est interrompue.
Plus tard, Ney et Larry apprennent que cette grange appartient à John Terry, père de Marilyn, avocat connu et en campagne électorale pour être élu juge. Ney demande à Larry de continuer l'enquête chez les Terry. À l'invitation de Marilyn, Larry s'y rend. La discussion avec John Terry n'apporte pas grand chose mais Larry y fait une observation qui va se révéler essentielle pour l'enquête.
Sortant de l'hôpital, Marshall M. Ney décide de tendre un piège à John Terry. Il lui envoie un message anonyme laissant entendre qu'on connaît les zones d'ombre de son passé et qu'on lui demande une forte somme d'argent pour que rien ne soit révélé. Terry mord à l'appât et donne rendez-vous à Ney dans un endroit isolé de la Géorgie, tout en lui disant qu’il pourra venir accompagné et armé.
Le jour dit, ils sont trois à se rendre au rendez-vous fixé par Terry : Ney, Larry et le colonel Brambilla, ancien collègue de Ney à l'OSS. Ils y trouvent, non pas Terry comme prévu, mais Paul Cheroquee, un de ses hommes de main qui les conduit avec un canot motorisé dans les marais d'Okefenokee. Puis l'homme, après leur avoir demandé de l'attendre, les quitte et disparaît. Il apparaît alors que le canot ne contient quasiment plus d'essence et ne peut plus se déplacer. Les trois hommes tentent de quitter le marais mais sont attaqués par des alligators. La situation est critique.

### Dénouement et révélations finales
Chapitres 16 à 18.
Ney, Larry et Brambilla sont sauvés de justesse par un homme amnésique dont Dennis Watts avait déjà parlé à Larry. Alors qu'ils se sèchent dans la modeste cabane de l'Inconnu et évoquent John Terry et l'opération « L'Or du Rhin » de juin 1944, l'homme recouvre brusquement la mémoire ! Il était l'un des agents de l'OSS envoyés dans le Périgord pour récupérer le trésor des Nazis. Brambilla, Ney et l'homme (qui s'avère être le véritable John Terry) confrontent leurs connaissances et découvrent la vérité sur qu'il s'était passé 35 ans auparavant.
Les trois anciens agents de l’OSS et Larry se rendent au domicile du prétendu John Terry, dont l'identité réelle est révélée. L'homme s'appelait Butch Ogilvy et avait tenté d'assassiner le vrai John Terry lors de l'attaque du camp nazi. Le laissant pour mort sur les lieux (en réalité le vrai John Terry était devenu amnésique en tombant du haut d'une tour), Butch Ogilvy avait usurpé l'identité de Terry. Revenu aux États-Unis, il avait fait des études de droit, avait épousé la petite-fille d'un ancien gouverneur et s'était bâti une réputation de juriste confirmé.
Butch Ogilvy leur confirme qu'il a fait cambrioler l'agence de Ney pour faire disparaître toutes les preuves concernant son ancienne vie et qu'il a commandité le matraquage de Ney ainsi que le comportement de Paul Cheroquee dans les marais.
Le roman se termine par l’annonce que Butch Ogilvy a été placé en détention provisoire et que Mme Terry et Marilyn vont quitter la région. Marshall Ney a renoncé à prendre sa retraite et a déménagé son agence. Il propose à Larry de le prendre comme assistant à mi-temps de manière régulière.
Et voici comment Larry est « devenu détective privé » (derniers mots du roman).

## Éditions
- 1980 : Bibliothèque verte (Hachette Jeunesse) - (3ème série) n° 861 (couverture dure).
- 1988 : Bibliothèque verte (Hachette Jeunesse) - (4ème série) n° 600 (couverture souple).